# Honda SLR-650
Honda SLR-650 je motocykl japonského výrobce motocyklů Honda, kategorie enduro.

## Historie
Model SLR 650 byl vyráběn v letech 1997–1999. Vychází z Hondy Dominator, ale je více koncipován jako silniční enduro. Vyráběl se v továrně původní firmy Montesa ve Španělsku. V roce 1999 byl nahrazen modelem Honda FX650-Vigor.

## Technické parametry
- Rám: dvojitý ocelový
- Suchá hmotnost: 180 kg
- Druh kol: jednoduchá drátová
- Nejvyšší rychlost: 144 km/h
- Spotřeba paliva: